# فهرست بخش‌های استان یزد
فهرست بخش های استان یزد سرشماری مرکز آمار ایران در سال ۱۳۹۵

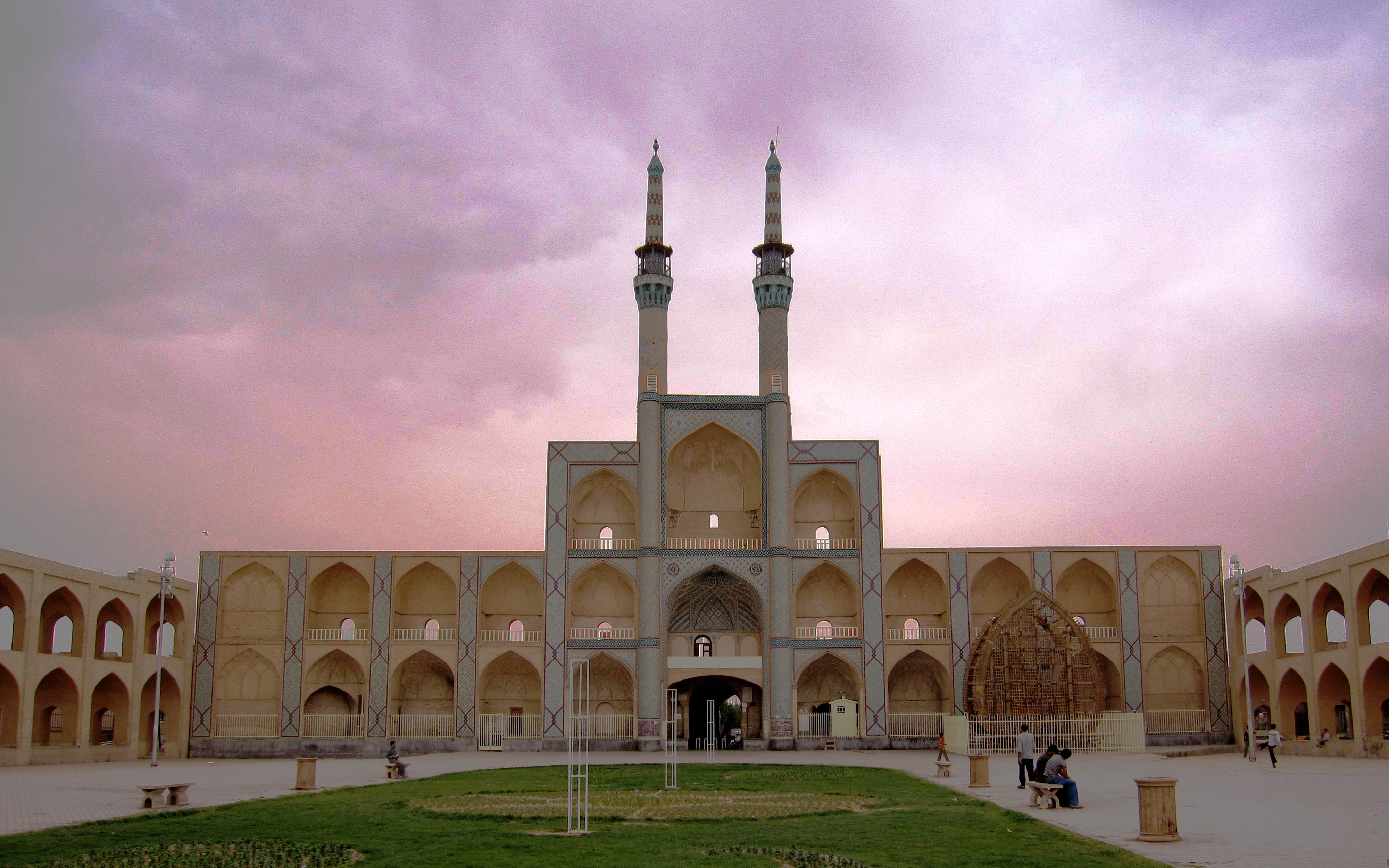
یزد، پرجمعیت ترین شهر استان یزد

- مسجد جامع یزد

## فهرست بخش های مرکزی شهرستان ها
لیست ۱۱ بخش مرکزی شهرستان های استان یزد
| ردیف | بخش       | شهرستان | جمعیت سال ۱۳۹۵ |
| ---- | --------- | ------- | -------------- |
| ۱    | بخش مرکزی | یزد     | ۶۳۵٬۶۸۷        |
| ۲    | بخش مرکزی | اردکان  | ۸۶٬۵۷۸         |
| ۳    | بخش مرکزی | میبد    | ۸۵٬۷۷۱         |
| ۴    | بخش مرکزی | مهریز   | ۵۱٬۷۳۳         |
| ۵    | بخش مرکزی | بافق    | ۵۰٬۸۴۵         |
| ۶    | بخش مرکزی | ابرکوه  | ۳۶٬۹۰۷         |
| ۷    | بخش مرکزی | تفت     | ۳۲٬۴۵۴         |
| ۸    | بخش مرکزی | اشکذر   | ۲۸٬۰۱۹         |
| ۹    | بخش مرکزی | خاتم    | ۲۱٬۴۰۸         |
| ۱۰   | بخش مرکزی | زارچ    | ۱۴٬۸۷۸         |
| ۱۱   | بخش مرکزی | بهاباد  | ۱۳٬۳۹۲         |
| ۱۲   | بخش مرکزی | مروست   | ۱۲،۶۲۶         |

## فهرست بخش های تابعه شهرستان ها
لیست ۱۲ بخش تابعه شهرستان های استان یزد
| ردیف | بخش         | شهرستان | جمعیت سال ۱۳۹۵ |
| ---- | ----------- | ------- | -------------- |
| ۱    | بخش بهمن    | ابرکوه  | ۱۴٬۱۹۶         |
| ۲    | بخش بفروئیه | میبد    | ۱۰٬۸۳۷         |
| ۳    | بخش عقدا    | اردکان  | ۶٬۷۱۶          |
| ۴    | بخش نیر     | تفت     | ۶٬۶۲۵          |
| ۵    | بخش اله‌آباد | زارچ    | ۵٬۹۰۸          |
| ۶    | بخش چاهک    | خاتم    | ۵٬۰۵۷          |
| ۷    | بخش گاریزات | تفت     | ۴٬۸۱۴          |
| ۸    | بخش خرانق   | اردکان  | ۴٬۶۶۶          |
| ۹    | بخش خضرآباد | اشکذر   | ۴٬۵۴۷          |
| ۱۰   | بخش آسفیچ   | بهاباد  | ۳٬۸۲۹          |
| ۱۱   | بخش ندوشن   | میبد    | ۳٬۱۱۹          |
| ۱۲   | بخش ایثار   | مروست   | ۲٬۵۲۴          |